# Municipi d'Espanya

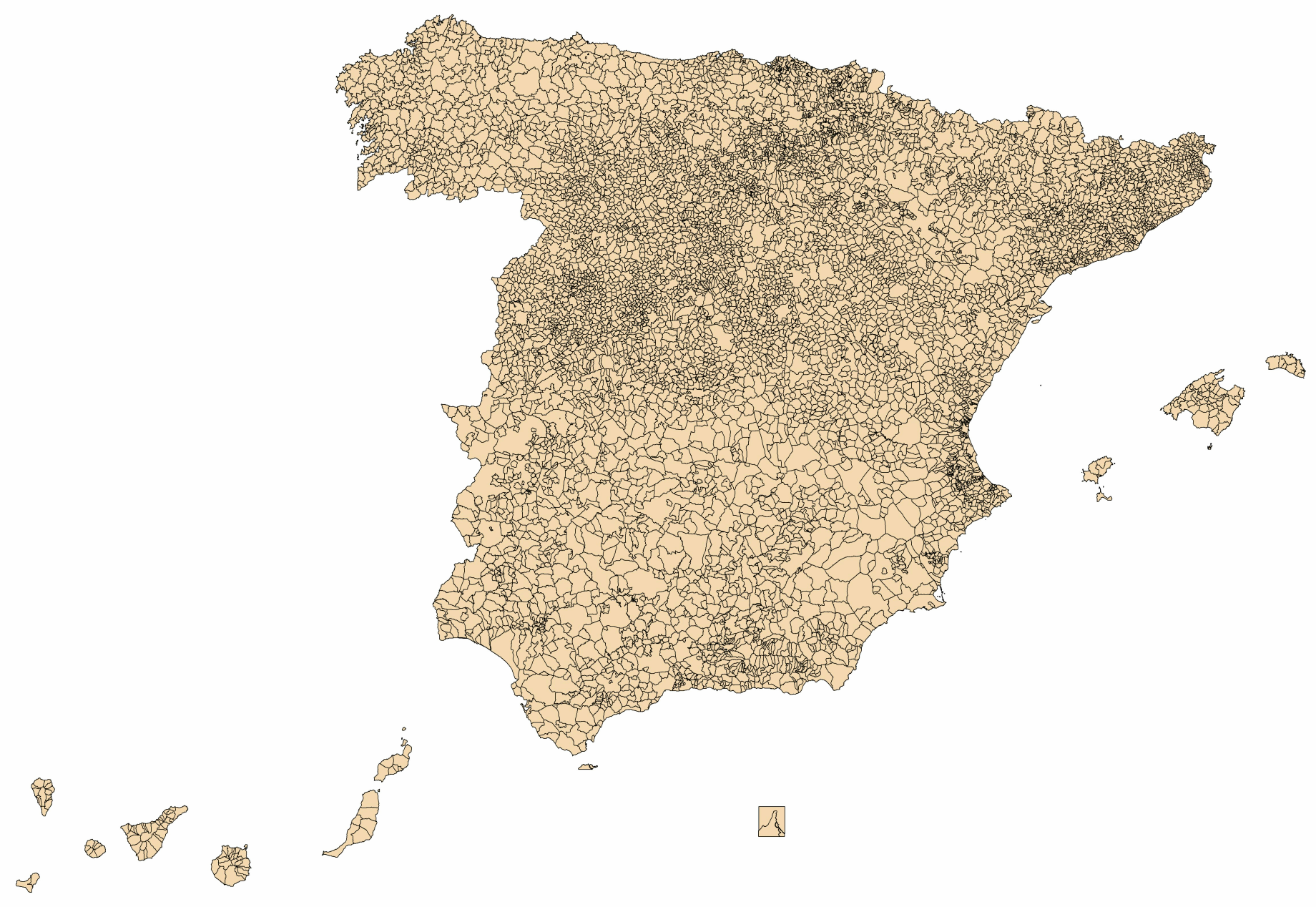
Mapa municipal d'Espanya.

A Espanya, un municipi és, segons la Llei Reguladora de les Bases del Règim Local, l'entitat local bàsica de l'organització territorial de l'Estat. La mateixa llei indica que el municipi té personalitat jurídica i plena capacitat per al compliment de les seves finalitats i que els seus elements són el territori, la població i l'organització. La Constitució de 1978 recull en el seu article 137:
| « | El Estado se organiza territorialmente en municipios, en provincias y en las Comunidades Autónomas que se constituyan. Todas estas entidades gozan de autonomía para la gestión de sus respectivos intereses. | » |

Els municipis d'Astúries reben, oficialment, la denominació tradicional de conceyus.

## Òrgans de govern
Ajuntament
L'òrgan de govern i administració dels municipis és l'ajuntament excepte per als regits pel sistema de consell obert. L'ajuntament està format per:
- Alcalde;
- Tinent d'alcalde;
- Ple;
- Junta de Govern Local (requereix una població superior als 5000 habitants o que ho estipuli el seu Reglament Orgànic o ho decideixi el Ple);
- Comissió Especial de Suggeriments i Reclamacions (municipis de Gran Població o ho estipuli el seu Reglament Orgànic o ho decideixi la majoria absoluta del Ple);[2]
- Comissió Especial de Comptes;
- altres òrgans del tipus d'estudi, informe i consulta que:
  - vulgui establir la seva legislació autonòmica;
  - vulguin establir els propis municipis.

## Eleccions municipals
Els regidors per municipi seran:
| Nombre d'habitants | Regidors |
| ------------------ | -------- |
| Fins a 100         | 3        |
| De 101 a 250       | 5        |
| De 251 a 1000      | 7        |
| De 1001 a 2000     | 9        |
| De 2001 a 5000     | 11       |
| De 5001 a 10000    | 13       |
| De 10001 a 20000   | 17       |
| De 20001 a 50000   | 21       |
| De 50001 a 100000  | 25       |
| Més de 100000      | ()       |

S'explicaran 25 regidors pels primers 100000 habitants i dos més per cada 200000 habitants.
Els ciutadans d'algun dels països de la Unió Europea empadronats a Espanya tindran dret al sufragi actiu i passiu, d'acord amb les lleis que s'han establert per complir la directiva europea 94/80/CE del Consell.
Els immigrants amb ciutadania d'una quinzena de països extracomunitaris (Argentina, Bolívia, Brasil, Burkina Faso, Cap Verd, Xile, Colòmbia, Corea del Sud, Equador, Islàndia, Nova Zelanda, Paraguai, Perú, Trinidad i Tobago, Uruguai, Veneçuela) tenen dret al sufragi actiu en virtut d'acords de reciprocitat.

## Creació i supressió dels municipis
Cada municipi només podrà pertànyer a una sola província. Per crear o suprimir aquests o modificar els termes municipals caldrà regir-se per la legislació de les comunitats autònomes sobre règim local. En cap cas la modificació de termes municipals podrà suposar la modificació dels límits provincials. Requeriran en tot cas, audiència dels municipis interessats i dictamen del Consell d'Estat o de l'òrgan equivalent de la comunitat autònoma. La petició es donarà a conèixer a l'Administració General de l'Estat (AGE). La creació de nous municipis només podrà realitzar-se sobre la base de nuclis de població territorialment diferenciats. Els municipis resultants hauran de comptar amb recursos suficients i no podrà suposar un minvament en la qualitat dels serveis prestats. L'Estat i les comunitats autònomes podran fomentar la fusió de municipis amb la finalitat de millorar la seva gestió.